# Kristian Knuth
Kristian Frederik greve Knuth, født Christian Frederik (28. marts 1886 på Østergård i Mern Sogn – 18. marts 1969 i Næstved) var en dansk godsejer og modstandsmand, kammerherre og hofjægermester, bror til blandt andre Otto Knuth og Wilhelm Knuth.
Kristian Knuth var søn af kammerherre, greve Christopher Knuth og hustru Ille f. baronesse Lerche. Han var i Hæren og blev kaptajn af reserven, idet han tog afsked 1942. Han var fra 1942 ejer af Liliendal skov og gods. Knuth kom ind i modstandsarbejdet og blev i juli 1944 leder af Distrikt Lilliendal (Mern-Langebæk-Kalvehave) og i januar 1945 leder af Afsnit III (Møn + distrikt Liliendal). Liliendal blev anvendt som illegalt våbendepot og træningsområde for de lokale modstandsfolk. Efter befrielsen forlod han arbejdet på grund af sygdom den 24. maj.
Han var medlem af bestyrelsen for Det kongelige danske Landhusholdningsselskab 1930-55, for Dansk Kennelklub fra 1934, formand 1940-56, af tilsynsrådet for Sparekassen for Præstø By og Omegn, af bestyrelsen for A/S Kalvehavebanen og af Øster Egesborg Sogneråd 1943-54. Ridder af Dannebrog.
Han blev gift 11. maj 1910 med Antoinette f. Sponneck (15. marts 1887 på Giesegård – 1942), datter af gehejmekonferensråd, rigsgreve Wilhelm Sponneck og hustru, dekanesse for Vallø Stift Margrete Sponneck, f. komtesse Brockenhuus-Schack. Far til Ulrik Knuth, Torben Knuth, Minna Knuth og Dagmar Knuth.